# Pityrogramma ferruginea
Pityrogramma ferruginea là một loài thực vật có mạch trong họ Adiantaceae. Loài này được (Kunze) Maxon miêu tả khoa học đầu tiên năm 1913.